# María Esther Zuno

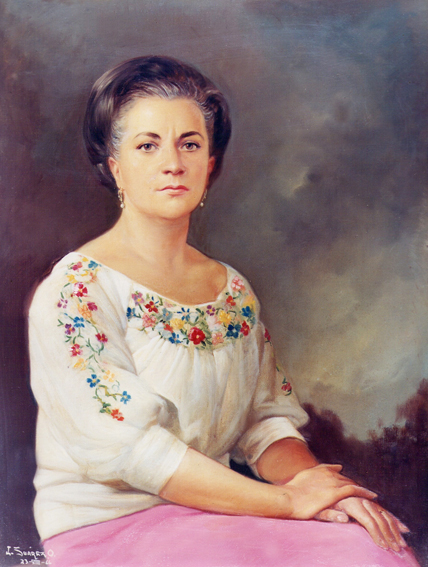
María Esther Zuno

María Esther Zuno de Echeverría, geboren María Esther Zuno Arce, (Guadalajara, 8 december 1924 - Mexico-Stad, 4 december 1999) was de vrouw van Luis Echeverría, president van Mexico van 1970 tot 1976.
Zuno was geboren als dochter van generaal José Guadalupe Zuno, toenmalig gouverneur van Jalisco. In 1945 trouwde ze met Echeverría, van wie ze acht kinderen kreeg. Als first lady stond ze bekend als compañera María Esther (kameradin María Esther) en hield ze zich voornamelijk bezig met sociale en culturele programma's. Opschudding ontstond toen de guerrillero Lucio Cabañas poogde haar vader te ontvoeren.
Ze overleed op 75-jarige leeftijd aan een ziekte in het maag-darmstelsel.